# Slipstream (jeu vidéo)
Pour les articles homonymes, voir Slipstream.
Slipstream est un jeu vidéo de course développé et édité par Capcom sur System 32 en 1995. C'est le seul jeu sur System 32 qui n'est pas développé et édité par Sega,.